# Singles (film)

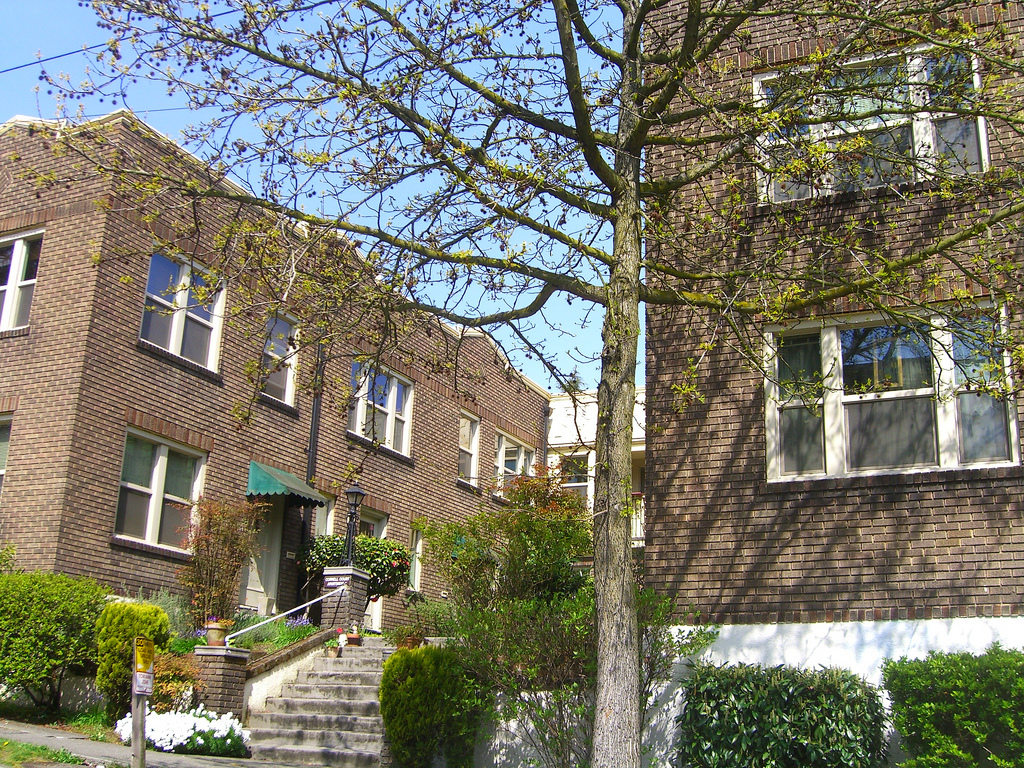

Pour les articles homonymes, voir Singles.
Pour plus de détails, voir Fiche technique et Distribution.
Singles ou Célibataires au Québec est un film américain réalisé par Cameron Crowe, sorti en 1992.

## Synopsis
De jeunes célibataires, locataires du même immeuble à Seattle, débutent dans leur vie professionnelle. Ils partagent le même goût pour la musique et rêvent du grand amour. Mais entre Steve, qui aspire à une vie amoureuse réglée, Linda, fatiguée d'accumuler les déconvenues, Cliff le rocker romantique et Janet, qui essaie désespérément d'attirer son attention, les péripéties ne manquent pas.

## Fiche technique
- Titre : Singles
- Réalisation : Cameron Crowe
- Scénario : Cameron Crowe
- Musique : Paul Westerberg
- Photographie : Tak Fujimoto & Ueli Steiger (en)
- Montage : Richard Chew
- Production : Cameron Crowe et Richard Hashimoto
- Sociétés de production : Warner Bros., Atkinson/Knickerbocker Films
- Société de distribution : Warner Bros.
- Pays de production :  États-Unis
- Langue : Anglais
- Format : Couleur - Dolby - 35 mm - 1.85:1
- Genre : Comédie dramatique
- Durée : 99 minutes
- Date de sortie : 18 septembre 1992

## Distribution
- Kyra Sedgwick (VF : Marie-Laure Beneston ; VQ : Linda Roy) : Linda Powell
- Campbell Scott (VF : Emmanuel Jacomy ; VQ : Bernard Fortin) : Steve Dunne
- Bridget Fonda (VF : Virginie Ledieu ; VQ : Marie-Andrée Corneille) : Janet Livermore
- Matt Dillon (VF : Bruno Dubernat ; VQ : Daniel Picard) : Cliff Poncier
- Sheila Kelley (VF : Michèle Buzynski) : Debbie Hunt
- Jim True (VF : Thierry Ragueneau) : David Bailey
- Bill Pullman (VF : Vincent Violette ; VQ : Sébastien Dhavernas) : Dr. Jeffrey Jamison
- James LeGros (VF : Marc de Buchère) : Andy
- Devon Raymond (VF : Ève Lorach) : Ruth
- Ally Walker : Pamela
- Eric Stoltz (VF : Philippe Siboulet) : Le mime
- Jeremy Piven (VF : Hugues Vaulerin) : Doug Hughley
- Tom Skerritt (VF : Robert Darmel) : Le maire Weber
- Bill Smillie (VF : Louis Arbessier) : Le médecin de Boston
- Chuck McQuary (VF : Raymond Baillet) : Le propriétaire du garage
- Paul Giamatti : L'homme qui embrasse
- Christopher Masterson (VF : Donald Reignoux) : Steve à 10 ans
- Matt Magnano (VF : Alain Begard) : Garçon 1
- Jaffar Smith (VF : David Lesser) : Garçon 2
- Thomas A. Doyle (VF : Gérard Rinaldi) : Voix du faux n° de téléphone
- Tim Burton : Brian
- Victor Garber : Le père du garçon de l'avion dont Debbie tombe amoureuse

## Accueil
Pour Télérama, le réalisateur « a réussi le parfait équilibre » car le film est « à la fois réaliste et dans la norme d'un certain romanesque hollywoodien ». L'hebdomadaire fait aussi référence au « charme des interprètes », estimant que Matt Dillon est « méconnaissable (et remarquable) en musicien paumé » et que Bridget Fonda est « absolument délicieuse ».
Vice rappelle que « même si Singles n'a pas eu un impact culturel notable (en doublant respectablement son budget de 9 millions de dollars), c'est en revanche le cas de sa B.O. » et précise que celle-ci proposait un « best-of des groupes au premier plan de la scène grunge ».

## Commentaires
Cameron Crowe a écrit la partie concernant Janet Livermore spécifiquement pour Bridget Fonda. Jennifer Jason Leigh était le premier choix de Crowe pour le rôle de Linda Powell. Quand elle a refusé, Kyra Sedgwick a été choisie.
Il y a de brèves apparitions des acteurs Victor Garber, Paul Giamatti, Jeremy Piven et Eric Stoltz (dont Crowe a dit qu'il est dans tous ses films et qui dans ce film joue le mime), et une rare apparition à l'écran du réalisateur Tim Burton. Cameron Crowe fait lui-même un caméo comme un journaliste rock dans un club.
Le film comprend aussi des caméos des principaux groupes de la scène grunge de Seattle: Pearl Jam, Alice in Chains, Soundgarden, et Tad Doyle (chanteur de Tad). Stone Gossard, Jeff Ament, et Eddie Vedder, tous des membres de Pearl Jam, ont de petits rôles en tant que les membres du groupe fictif de Cliff Poncier (Matt Dillon) « Citizen Dick ». Leur partie a été filmée lorsque Pearl Jam était encore connu sous le nom de Mookie Blaylock (en référence à l'ancien basketteur) 
Chris Cornell joue brièvement l'homme qui sort écouter un auto-radio. Il apparaît également dans une scène avec son groupe Soundgarden, et jouent la chanson "Birth ritual". Les membres d'Alice in Chains apparaissent également dans le film, jouant les chansons "It Is Not Like That" et "Would ?". La bande-son originale fit l'objet d'une sortie en album musical intitulé Singles: Original Motion Picture Soundtrack sur les labels Sony Music/Epic.
La plupart de la garde-robe de Matt Dillon dans le film appartenait en fait au bassiste de Pearl Jam Jeff Ament. Au cours de la réalisation du film, Ament écrivit une liste de chansons pour le groupe fictif, Citizen Dick. Chris Cornell a souhaité écrire des chansons pour le film en utilisant ces titres, et Spoonman fut l'un d'eux. L'une des premières versions acoustiques de la chanson a été créée et peut être entendue en arrière-plan au cours d'une scène du film. Le nom de la chanson de Citizen Dick Touch Me, I'm Dick est un jeu de mots sur le morceau Touch Me I'm Sick par le groupe Mudhoney.